# Crematogaster rufigena
Crematogaster rufigena är en myrart som beskrevs av Arnold 1958. Crematogaster rufigena ingår i släktet Crematogaster och familjen myror. Inga underarter finns listade i Catalogue of Life.